# سجاد رزمجو
سجاد رزمجویی (۱ مهر ۱۳۶۰ – ۲۴ آبان ۱۴۰۰) خوانندهٔ موسیقی لری اهل ایران بود.
او دارای اصالتی از قوم‌ لر و ایل دشمن‌زیاری بود که در روستای سروک که امروزه یکی از محلات شهر یاسوج است به دنیا آمد و از کودکی علاقه‌مند به خوانندگی بوده‌است، وی از دوستان صمیمی و خانوادگی حاج شمسعلی رحیمی دودرایی بود و حتی در عروسی آن بزرگوار هم خوانندگی کرد. رزمجو فعالیت خود را از دههٔ ۱۳۷۰ آغاز کرد و محبوبیت بالایی در میان مردم لر داشته‌است. او علاوه بر خوانندگی، در نواختن سازهای گیتار، سه تار تا ویولن و سنتور مهارت داشته‌است.
او در ۱۴ آبان ۱۴۰۰ بر اثر انفجار در خانه‌اش، دچار سوختگی شدید شده بود و در ۲۴ آبان پس از ۱۱ روز در ۴۰ سالگی در شیراز درگذشت.